# Acajete (municipalité)
La municipalité d'Acajete est l'une des 212 municipalités de l'État de Veracruz, et est située dans la partie centrale de cet État. Située à l'ouest du golfe du Mexique, la municipalité est assise sur les contreforts de la Sierra Madre orientale, et se trouve à cheval entre deux bassins versants, celui du fleuve Río Antigua au sud, et celui du fleuve Río Actopan au nord. Son chef-lieu est la ville éponyme d'Acajete. Elle fait partie de la "Zona metropolitana de Xalapa", aire urbaine qui regroupe autour de la ville de Xalapa les municipalités faisant partie de sa sphère d'influence. Elle appartient également à la région administrative de Capital, qui est une des 10 subdivisions administratives de l'État de Veracruz, et qui comprend la capitale étatique, Xalapa.

## Géographie
La municipalité d'Acajete s'étend du nord au sud entre les bassins versants des fleuves Río Actopan au nord, et Río Antigua au sud. Elle est traversée au nord par la rivière Río Sedeño, qui est un affluent direct du fleuve Río Actopan, puis plus au sud par la rivière Río Sordo, affluente du fleuve Río Antigua, puis par la rivière Río Pixquiac, affluente du Río Sordo. Assise sur les contreforts de la chaîne de montagnes de la Sierra Madre orientale, son altitude oscille entre 1180 et 3100 mètres. Son chef-lieu, la ville éponyme d'Acajete, se situe dans la partie nord de son territoire. Ce territoire couvre une superficie de 97,7 km2, et était peuplé en 2020 de 9701 habitants, pour une densité de 99,3 habitants par km2.
Cette municipalité est limitrophe au nord de celle de Tlacolulan, à l'ouest de celles de Las Vigas de Ramírez et de Perote, au sud de celle de Coatepec, et à l'est de celles de Tlalnelhuayocan et de Rafael Lucio.

## Composition et démographie
La municipalité était composée en 2020 de 43 localités, dont aucune n'était considérée comme urbaine, toutes étant rurales.
| Localité            | Population |
| ------------------- | ---------- |
| Acajete             | 1854       |
| La Joya             | 1489       |
| Mazatepec           | 1234       |
| Plan de Sedeño      | 654        |
| Acocota             | 646        |
| Reste des localités | 3824       |
| Total population    | 9701       |

En plus de l'espagnol, plusieurs langues amérindiennes sont parlées dans la municipalité, dont les principales sont par ordre d'importance : le nahuatl et le chinantèque, les autres langues étant plus marginales.

## Histoire
En 1893, la municipalité de San Salvador Acajete absorbe sa voisine La Joya.
En 1932, San Salvador Acajete change de nom, et devient Acajete.

## Économie

### Agriculture et élevage
La superficie des parcelles semées représentait en 2019 une surface totale de 411 hectares, parmi lesquels 394 étaient voués à la culture du maïs, et 17 hectares voués à celle de la pomme de terre.
En 2020, la production de viande par tonnes comprenait 444,8 tonnes de viande bovine, 208,5 tonnes de viande porcine, 22,8 tonnes de viande ovine, 3,8 tonnes de viande caprine, 12,4 tonnes de volailles, et 11,9 tonnes de dinde. La superficie vouée à l'élevage représentait alors 2920 hectares.